# Christophe de Brillac
Christophe de Brillac est un prélat français du XVIe siècle.

## Biographie
Christophe de Brilhac est le fils de Jean de Brillac, chevalier, seigneur d'Argy, de Monts-en-Touraine, et d'Anne de Tranchelion.
Il exerce la fonction d'évêque d'Orléans de 1504 à 1514, puis archevêque de Tours de 1514 à 1519.
Sous son épiscopat, Christophe de Brilhac consacre l'église Saint-Jean-Baptiste de Chenonceaux, reconstruite par la volonté de Thomas Bohier en 1515.